# Інформаційна індустрія
Інформаці́йна інду́стрія (англ. Information industry) — широкомасштабне виробництво інформаційних товарів і послуг різного типу на базі найновіших ІТ (від газет, часописів і книжок до комп'ютерних ігор і інформаційного наповнення (контенту) мереж). Воно складається з двох суттєво різних частин: виробництво інформаційної техніки (машин і обладнання; англ. Hardware) і виробництво безпосередньо інформації (англ. Software).

## Інформаційні продукти
По-перше, є компанії, які виробляють і продають інформацію у вигляді товарів або послуг. Продукти ЗМІ, такі як телевізійні програми та фільми, опубліковані книги та періодичні видання, будуть, ймовірно, однією з найпоширенішими у сприйнятті інформаційними товарами. Деяка інформація надається не як матеріальний товар, а як послуга. Консалтинг є одним з найменш суперечливих видів таких послуг. Однак навіть для цієї категорії можуть виникнути розбіжності через нечіткість терміну «інформація». Для деяких інформація — це знання про предмет, те, що можна використати для покращення виконання інших видів діяльності — вона не включає мистецтво та розваги. Для інших інформація – це те, що розумово обробляється та споживається або для покращення інших видів діяльності (наприклад, виробництва), або для особистого задоволення; до нього входили б художники та архітектори. Щодо інших, інформація може включати все, що має відношення до відчуттів, і тому інформаційна індустрія може включати навіть такі речі, як ресторани, парки розваг і проституція в тій мірі, в якій їжа, поїздки в парк і статевий акт мають відношення до почуттів. Незважаючи на проблеми визначення, галузі, що виробляють інформаційні товари та послуги, називаються інформаційними галузями.

## Інформаційні послуги
По-друге, існують послуги обробки інформації. Деякі послуги, такі як юридичні послуги, банківська справа, страхування, комп'ютерне програмування, обробка даних, тестування та дослідження ринку, вимагають інтенсивної та інтелектуальної обробки інформації. Хоча ці послуги не обов'язково надають інформацію, вони часто пропонують досвід у прийнятті рішень від імені клієнтів. Ці види сфери послуг можна розглядати як інформаційно насичену частину різних галузей, яка є екстерналізованою та спеціалізованою.

## Розповсюдження інформації
По-третє, існують галузі, які є життєво важливими для поширення інформаційних товарів, згаданих вище. Наприклад, телефон, телерадіомовлення і роздрібна торгівля книгами не виробляють багато інформації, але їх основним бізнесом є поширення інформації, яку створюють інші. Ці галузі обробляють переважно інформацію, і їх можна відрізнити від оптової чи роздрібної промисловості в цілому. Можна стверджувати, що деякі з цих галузей існують окремо від більш очевидних галузей, що виробляють інформацію, просто випадково. Наприклад, у Сполучених Штатах, а також у деяких інших країнах, радіостанції випускають дуже обмежену кількість програм, які вони транслюють. Але це не єдина можлива форма поділу праці. Якби правові, економічні, культурні та історичні обставини були різними, мовники були б виробниками власних програм. Тому, щоб охопити інформацію, пов'язану з діяльністю економіки, було б хорошою ідеєю включити цей тип промисловості. Ці галузі показують, наскільки економіка пов'язана з інформацією, а не з матеріалами. Корисно відрізняти виробництво цінної інформації від обробки цієї інформації витонченим способом, від переміщення інформації.

## Інформаційні пристрої
По-четверте, існують виробники пристроїв обробки інформації, які вимагають дослідження та прийняття складних рішень. Ці продукти є життєво важливими для діяльності з обробки інформації вищезгаданих галузей. Продукція включає комп'ютери різного рівня та багато інших мікроелектронних пристроїв, а також програмне забезпечення. Друкарські та копіювальні машини, вимірювальні та реєструючі пристрої різних видів, електронні чи інші, також належать до цієї категорії. Роль цих інструментів полягає в автоматизації певної діяльності з обробки інформації. Використання деяких із цих інструментів може бути дуже простим (як у випадку з деякими типами друку), а обробка, що виконується інструментами, може бути дуже простою (наприклад, копіювання та деякі обчислення), а не інтелектуальною та складною. Іншими словами, спеціалізація цих галузей в економіці не є ні виробництвом інформації, ні складним прийняттям рішень. Натомість цей сегмент слугує інфраструктурою для цієї діяльності, завдяки чому виробництво інформації та послуг прийняття рішень буде набагато менш ефективним. Крім того, ці галузі, як правило, є «високотехнологічними» або інтенсивними дослідженнями, намагаючись знайти більш ефективні способи підвищення ефективності виробництва інформації та прийняття складних рішень. Наприклад, функція стандартного калькулятора досить проста і нею легко користуватися. Однак виготовлення добре функціонуючого стандартного калькулятора займає багато процесів, набагато більше, ніж завдання розрахунку, яке виконують користувачі.

## Дослідницькі галузі
По-п'яте, існують дуже дослідницько-інтенсивні галузі, які не слугують інфраструктурою для виробництва інформації чи прийняття складних рішень. До цього типу належать фармацевтична, харчова промисловість, деякі галузі дизайну одягу та деякі інші «високотехнологічні». Ці продукти призначені не виключно для виробництва інформації чи прийняття складних рішень, хоча багато з них є корисними. Деякі послуги, наприклад, медичний огляд, також входять до цієї категорії. Можна сказати, що ці галузі потребують прийняття дуже складних рішень, хоча ця частина поєднується з виробничою або «неінформаційною» діяльністю.

## Інфраструктура
Нарешті, є галузі, які не є інтенсивними дослідженнями, але служать інфраструктурою для виробництва інформації та прийняття складних рішень. Виробництво офісних меблів було б хорошим прикладом, хоча іноді це передбачає дослідження ергономіки та розробку нових матеріалів.
Як зазначено вище, цей список кандидатів на інформаційні галузі не є остаточним способом організації відмінностей, на які дослідники можуть звернути увагу, коли вони визначають термін. Серед труднощів є, наприклад, становище рекламної індустрії.

## Важливість
Інформаційні галузі вважаються важливими з кількох причин. Навіть серед експертів, які вважають галузі важливими, можуть існувати розбіжності щодо того, яку причину прийняти, а яку відкинути.
По-перше, інформаційні галузі є складовою економіки, яка швидко розвивається. Попит на інформаційні товари та послуги з боку споживачів зростає. Що стосується споживачів, то до інформаційних індустрій належать засоби масової інформації, включаючи музику та кіно, персональні комп'ютери, галузі, пов'язані з відеоіграми. Що стосується бізнесу, то інформаційні галузі включають комп'ютерне програмування, системне проектування, так звані галузі FIRE (фінанси, страхування та нерухомість), телекомунікації та інші. Коли попит на ці галузі зростає на національному чи міжнародному рівні, це створює можливість для міської, регіональної чи національної економіки швидко розвиватися, спеціалізуючись на цих секторах.
По-друге, вважається, що інформаційні галузі підвищують інновації та продуктивність інших галузей. Економіка з потужною інформаційною індустрією може бути конкурентоспроможнішою, ніж інші, за інших рівних факторів.
По-третє, деякі вважають, що вплив зміни економічної структури (або складу галузей в економіці) пов'язаний із ширшими соціальними змінами. Оскільки інформація стає центральною частиною нашої економічної діяльності, ми еволюціонуємо в «інформаційне суспільство», де збільшується роль засобів масової інформації, цифрових технологій та іншої опосередкованої інформації в нашому повсякденному житті, дозвіллєвій діяльності, соціальному житті, роботі, політиці, освіті, мистецтві та багатьох інших аспектах життя суспільства.